# Vinicius Zanocelo
Vinicius Nelson de Souza Zanocelo dit Vinicius Zanocelo, né le 30 janvier 2001 à Santo André au Brésil, est un footballeur brésilien qui évolue au poste de milieu central au Ceará SC, en prêt du Santos FC.

## Biographie

### En club
Né à Santo André au Brésil, Vinicius Zanocelo est formé par le CA Juventus, puis le AA Ponte Preta. C'est avec ce club qu'il fait ses débuts en professionnel. Il joue son premier match en équipe première le 13 novembre 2019, lors d'une rencontre de championnat face au Figueirense FC. Il entre en jeu et son équipe s'incline par trois buts à un.
Alors qu'il est devenu l'un des atouts de Ponte Preta, le club le cède en janvier 2021 à Ferroviária.
Le 4 juin 2021 il rejoint le Santos FC sous la forme d'un prêt de deux saisons avec option d'achat,. Il joue son premier match sous ses nouvelles couleurs le 18 juin suivant, lors d'une rencontre de championnat face au Fluminense FC. Il entre en jeu à la place de Gabriel Pirani et son équipe s'incline par un but à zéro.
Le 1er avril 2023, Vinicius Zanocelo est prêté jusqu'à la fin de l'année au Fortaleza EC.
Le 30 janvier 2024, Vinicius Zanocelo est prêté au club portugais du GD Estoril-Praia jusqu'à la fin de la saison.
Zanocelo est de nouveau prêté par Santos le 6 août 2025, cette fois-ci au Ceará SC, jusqu'à la fin de l'année.

### En sélection
Vinicius Zanocelo représente l'équipe du Brésil des moins de 20 ans, avec laquelle il joue trois matchs et marque deux buts. Il inscrit ces deux buts lors du même match, le 15 décembre 2020 contre le Pérou. Les Brésiliens s'imposent largement par six buts à zéro.

## Vie privée
Vinicius Zanocelo est fan de Kaká et de Jorginho, mais son idole est Kevin De Bruyne, qu'il prend pour modèle. Il apprécie le Manchester City de Pep Guardiola.